# Verwaltungsgemeinschaft Wolfen
In der Verwaltungsgemeinschaft Wolfen im ehemaligen Landkreis Bitterfeld waren ursprünglich die Gemeinde Thalheim und die Stadt Wolfen zur Erledigung ihrer Verwaltungsgeschäfte zusammengeschlossen. Zur Verwaltungsgemeinschaft kamen am 1. Januar 2005 die vormals verwaltungsgemeinschaftsfreie Gemeinde Greppin und die Gemeinde Bobbau aus der aufgelösten Verwaltungsgemeinschaft Jeßnitz-Bobbau hinzu. Die Verwaltungsgemeinschaft ging am 1. Juli 2007 in der neuen Verwaltungsgemeinschaft Bitterfeld-Wolfen auf, die Gemeinden Greppin, Thalheim und die Stadt Wolfen wurden Teil der neuen Stadt Bitterfeld-Wolfen. Am 1. September 2009 wurde schließlich auch Bobbau Teil der Stadt Bitterfeld-Wolfen.

## Ehemalige Mitgliedsgemeinden mit ihren Ortsteilen
- Bobbau mit OT Siebenhausen
- Greppin mit OT Wachtendorf
- Thalheim
- Stadt Wolfen mit OT Reuden, Wolfen Nord, Wolfen Süd, Altstadt, Krondorf, Rödgen, Zschepkau, Steinfurth.